# Tratado de Kurukove

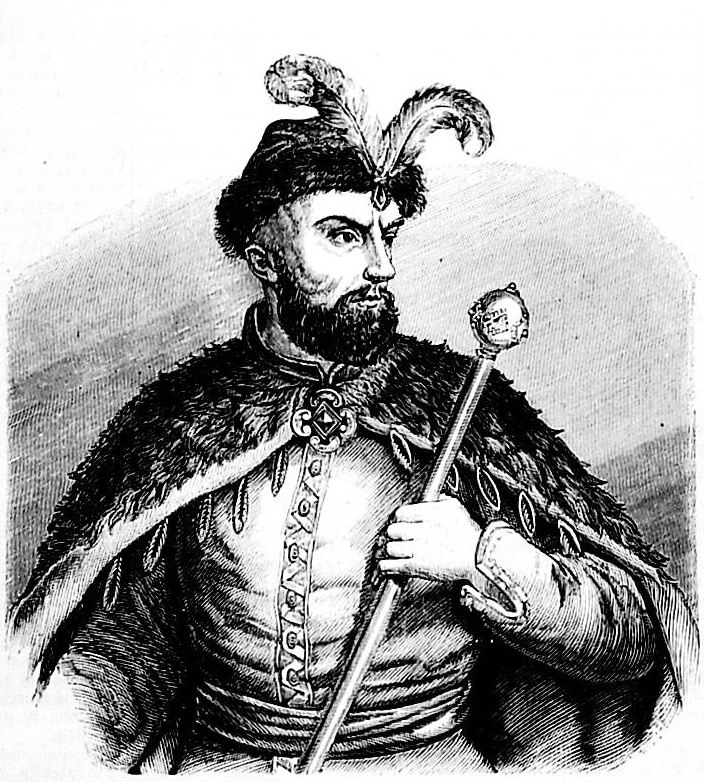
Myjailo Doroshenko.

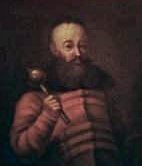
Stanisław Koniecpolski.

El Tratado de Kurukove (en ucraniano: Куруківський Договір) fue un acuerdo entre el hetman Stanisław Koniecpolski de la Mancomunidad de Polonia-Lituania y Myjailo Doroshenko por parte de los cosacos de Zaporozhia. Después de cuatro días de negociaciones, fue firmado el 5 de noviembre de 1625 cerca del lago Kurukove en lo que hoy es Kremenchuk. El tratado fue en respuesta a la revuelta de Marko Zhmailo, y proveyó un compromiso por el cual las libertades de los cosacos se ampliaron, pese a que no todas las exigencias fueron otorgadas, por lo que el tratado condujo a más tensión.

## Términos
- Amnistía para los rebeldes que participaron en las expediciones contra los territorios turcos, contra las fincas de la nobleza ucraniana mediana y baja, o contra las Tierras de la Corona,"a condición de que de allí en adelante hubiera obediencia y respeto al stárosta y a los oficiales".
- El derecho de los cosacos a elegir a sus propios hetman, bajo la confirmación del rey polaco.
- El registro de cosacos fue incrementado hasta los 6000 hombres, y a aquellos en el registro Polonia les pagaría un sueldo anual (se incrementó a 8000 hombres en el Tratado de Pereyáslav)
- Se prohibieron las campañas independientes cosacas contra el Imperio otomano.
- Los cosacos no tendrían relaciones con otros países, "no se harán alianzas con ningún otro país vecino, ni se recibirá delegación alguna, ni habrá comunicaciones mediante enviados, ni se hará nada al servicio de otro país".
- Si estas condiciones eran rotas, "la Mancomunidad procederá del mismo modo que si fueran enemigos"